# Sufragi indirecte
Es denomina sufragi indirecte o elecció indirecta aquell en el qual els votants trien uns representants que, al seu torn, han de constituir un cos electoral, anomenat col·legi electoral, i amb el qual es tria el càrrec públic corresponent.
El model d'elecció indirecta s'aplica indistintament als països democràtics. La seva aplicació pràctica s'observa gairebé sempre en l'elecció del primer ministre o president del govern i, en general, del titular del poder executiu. En aquest cas, els ciutadans trien els membres de l'assemblea o parlament i és aquest òrgan el que tria al cap del poder executiu. D'igual manera ocorre en alguns sistemes republicans democràtics en els quals el cap de l'Estat no és triat directament pels ciutadans, sinó que aquests trien primer uns representants que constitueixen els veritables electors; aquest és el cas, per exemple, del president dels Estats Units.
Per extensió, el terme sufragi indirecte s'aplica a tots els processos electorals, siguin o no polítics, en els quals es tria per graus als representants. Així, podran ser de segon grau, tercer grau, etc., segons el nombre de cossos d'electors que calgui triar per determinar el resultat final.